# Ouguiya
L'ouguiya (àrab: أوقية موريتانية, ūqiyya mūrītāniyya, o, simplement, أوقية, ūqiyya, pronunciada ūguiyya en àrab hassania de Mauritània) és la moneda oficial de Mauritània. El codi ISO 4217 és MRO.
És l'única unitat monetària en circulació, juntament amb l'ariary malgaix, que té una moneda fraccionària no basada en un múltiple de deu, ja que cada ouguiya se subdivideix en cinc khoums (en àrab خمس, ẖums, literalment ‘un cinquè’, ‘una cinquena part’; en plural أخماس, aẖmās; en català s'anomena khoums tant en singular com en plural). És emesa pel Banc Central de Mauritània (en àrab البنك المركزي الموريتاني, al-Bank al-Markazī al-Mūrītānī).
N'hi ha monedes d'1 khoums i d'1, 5, 10 i 20 ouguiya, i bitllets de 100, 200, 500, 1.000 i 2.000 ouguiya. Actualment la moneda de menys valor no circula, i la d'1 ouguiya ho fa rarament.

## Taxes de canvi
- 1 EUR = 324,86 MRO (10 d'octubre del 2005)
- 1 USD = 267,49 MRO (10 d'octubre del 2005)